# Laureana di Borrello
Laureana di Borrello er en italiensk kommune (landsbykommune) beliggende i området Reggio Calabria i regionen Calabria, som ligger ca. 60 km sydvest for Catanzaro.
Kommunen har et indbyggertallet på 5.431 personer (2008) og dækker et areal på 35,4 km².